# Thuris depressus
Thuris depressus är en insektsart som beskrevs av Albino Morimasa Sakakibara 1975. Thuris depressus ingår i släktet Thuris och familjen hornstritar. Inga underarter finns listade i Catalogue of Life.